# Operazione RY
Con operazione RY l'impero giapponese designò il piano di invasione e occupazione delle isole di Nauru e Ocean durante la guerra del Pacifico. L'operazione avrebbe dovuto essere eseguita nel maggio 1942, subito dopo l'operazione Mo (l'invasione della Nuova Guinea) e prima dell'operazione Mi (l'attacco all'atollo di Midway), ma fu portata a termine nell'agosto dello stesso anno a causa dell'opposizione alleata.

## Primo tentativo d'invasione
L'11 maggio 1942 la forze imperiali giapponesi al comando del contrammiraglio Kiyohide Shima partirono da Rabaul. Erano composte da l'incrociatore leggero Tatsuta, i posamine Okinoshima e Tsugaru e i cacciatorpediniere Uzuki e Yuzuki con il supporto della 5ª Divisione incrociatori al comando del contrammiraglio Takeo Takagi (Myoko, Haguro) e della 20ª Divisione cacciatorpediniere (Ariake, Mochizuki, Shigure, Shiratsuyu). Le truppe d'invasione erano riunite nella 6ª Forza navale speciale da sbarco, a bordo dei trasporti Kinryu Maru e Takahata Maru, a loro volta condotti dall'incrociatore leggero Kashima.
Mentre la forza d'invasione si trovava a passare nelle vicinanze della Nuova Irlanda e a ovest di Buka, lo Okinoshima, che era già stata danneggiato da aeroplani decollati dalla portaerei statunitense USS Yorktown il 4 maggio 1942, fu silurato e gravemente danneggiato dal sommergibile USS S-42. La scorta giapponese intervenne e utilizzando cariche di profondità danneggiò lo S-42, che fu costretto a lasciare l'area e tornare alla base del Golfo di Moreton. Lo Okinoshima si capovolse e affondò mentre veniva trainato dal Mochizuki presso il canale di San Giorgio (5°06′S 153°48′E).
Nonostante la perdita dell'Okinoshima, il resto delle forze giapponesi continuò l'operazione ma un aereo da ricognizione partito da Tulagi avvistò le portaerei USS Enterprise e USS Hornet che stavano facendo rotta verso Nauru. I giapponesi, non avendo copertura aerea e temendo la minaccia posta dalle portaerei, decisero di cancellare l'operazione facendo ritorno a Rabaul.

## Secondo tentativo d'invasione
Il 26 agosto 1942 partì da Truk una seconda forza d'invasione composta dall'incrociatore Yubari, i cacciatorpediniere Oite, Yuzuki, Ariake, Yugure e Yunagi e dal trasporto Hakozaki Maru.
Le forze giapponesi sbarcarono su Nauru il 29 agosto e su Banaba il 30 senza incontrare alcuna reisitenza.